# 牧山
牧山（まきやま）は、台湾の南投県仁愛郷と信義郷の境界部にある標高3,239mの山である。

## 概要
中国語の「牧山」に相当する訳語としては「まきやま」という訳語が生み出された。
牧山は干卓万山と火山のほぼ中間、中央山脈から西北に延びる支脈上に位置し、台湾百岳の中で64位だった。頂上部には、三等三角点が設置されている。